# Frízia uralkodóinak listája
Frízia a mai Hollandia területén lévő királyság, illetve hercegség volt a középkorban.

## Az 1. királyság (Kr. e. 313– Kr. u.130)
| Uralkodó             | Uralkodott                    | Névváltozat(ok) | Megjegyzés |
| -------------------- | ----------------------------- | --------------- | ---------- |
| I. Friso             | kir.: Kr. e. 313, †Kr. e. 245 |                 |            |
| II. Adel Atharik     | kir.: Kr. e. 245, †Kr. e. 151 |                 |            |
| III. Adel Ubbo       | kir.: Kr. e. 151, †Kr. e. 71  |                 |            |
| IV. Adel Asega Askar | kir.: Kr. e. 71, †Kr. u. 11   | Asinga Ascon    |            |
| Diocarus Segon       | kir.: 11, †46                 |                 |            |
| Dibbaldus Segon      | kir.: 46, †85                 | Verritus        |            |
| Tabbo                | kir.: 85, †130                | Malorix         |            |

## Az 1. hercegség (130–392)
| Uralkodó            | Uralkodott      | Névváltozat(ok)            | Megjegyzés |
| ------------------- | --------------- | -------------------------- | ---------- |
| Asconius            | hcg.: 130, †173 |                            |            |
| Adelbold            | hcg.: 173, †187 | Adelboldus                 |            |
| Titus Boiocalus     | hcg.: 187, †240 |                            |            |
| Ubbo                | hcg.: 240, †299 |                            |            |
| Haron Ubbo          | hcg.: 299, †335 |                            |            |
| Odibald fríz herceg | hcg.: 335, †360 | Odibaldus                  |            |
| Audwulf Haron       | hcg.: 360, †392 | Audulfus, Audulf, Udolphus |            |

## A 2. királyság (392–775)
| Uralkodó                       | Uralkodott      | Névváltozat(ok)                  | Megjegyzés        |
| ------------------------------ | --------------- | -------------------------------- | ----------------- |
| Richárd Uffo                   | kir.: 392, †435 | Richardus Uffo, Finn Folcwalding |                   |
| Odibald                        | kir.: 435, †470 | Odibaldus, Sibbelt               |                   |
| Richold                        | kir.: 470, †533 | Richoldus, Ritzard               |                   |
| Beroald                        | kir.: 533, †590 | Beroaldus, Audulf                |                   |
| I. Eadgils                     | kir.: 590, †672 | Adgillus, Aldegisel, Aldgisl     |                   |
| I. Redbad (* 647/648)          | kir.: 672, †719 | Rathbodus, Radbod, Rodbar        | I. Eadgils fia.   |
| Poppo (* 674)                  | kir.: 719, †734 | Bobba, Bubo                      | I. Redbad fia.    |
| II. Eadgils (* 719)            | kir.: 734, †741 | Adgillus, Aldegisel, Aldgisl     |                   |
| III. Eadgils/Gundebold (* 725) | kir.: 741, †749 | Gundobaldus                      |                   |
| II. Redbad                     | kir.: 749, †775 | Rathbodus, Radbod, Rodbar        | III. Eadgils fia. |

## A 2. hercegség (775–916)
| Uralkodó                                                   | Uralkodott      | Névváltozat(ok) | Megjegyzés              |
| ---------------------------------------------------------- | --------------- | --------------- | ----------------------- |
| Alfbard                                                    | hcg.: 775, †786 | Abba, Alfbad    | II. Redbad fia.         |
| Nordalah                                                   | hcg.: 786, †806 |                 | Alfbard fia.            |
| Dirk                                                       | hcg.: 806, †810 |                 |                         |
| Godfrid                                                    | hcg.: 810, †839 | Godfrey         |                         |
| Rorik                                                      | hcg.: 839, †875 | Hrørek          | Godofréd unokatestvére. |
| I. Gerulf (* 845)                                          | hcg.: 875, †883 | Gerolf          |                         |
| II. Gerulf (* 850 körül)                                   | hcg.: 883, †916 | Gerolf          |                         |
| Ezek után Fríziát I. Dirk holland gróf Hollandhoz csatolta |                 |                 |                         |